# Vermicularia
Vermicularia là một chi ốc biển, là động vật thân mềm chân bụng sống ở biển trong họ Turritellidae.

## Các loài
Các loài trong chi Vermicularia gồm có:
- Vermicularia bathyalis Petuch, 2002[2]
- Vermicularia fargoi Olsson, 1951[3]
- Vermicularia gracilis (Maltzan, 1883)[4]
- Vermicularia knorrii (Deshayes, 1843)[5]
- Vermicularia radicula (Stimpson, 1851)[6]
- Vermicularia spirata (Philippi, 1836)[7]